# Хайош (Венгрия)
Хайош (венг. Hajós) — город в медье Бач-Кишкун в Венгрии.

## История
Долгое время эти земли принадлежали калочскому архиепископу. После изгнания турок они были в 1720-х годах заселены немецкими колонистами, и постепенно здесь образовался город. После Второй мировой войны значительная часть немецкого населения уехала в Германию, тем не менее здесь до сих пор проживает крупное немецкоязычное национальное меньшинство.
В 1970 году Хайош утратил статус «город», и стал «большой общиной». С 1 июля 2008 года он вновь стал «городом».

## Население
| Год  | Численность | Численность |
| ---- | ----------- | ----------- |
| 2013 | 3115        | [ 4 ]       |
| 2014 | 3079        | [ 5 ]       |
| 2018 | 2844        | [ 6 ]       |
| 2021 | 2783        | [ 7 ]       |
| 2022 | 2736        | [ 8 ]       |
| 2023 | 2700        | [ 9 ]       |
| 2024 | 2700        | [ 3 ]       |

На 1 января 2016 года в городе проживало 3013 человек.

## Города-побратимы
- Минербио, Италия